# Kanton Villiers-sur-Marne
Kanton Villiers-sur-Marne is een kanton van het Franse departement Val-de-Marne. Kanton Villiers-sur-Marne maakt deel uit van de arrondissementen Créteil en Nogent-sur-Marne en telt 65.210 inwoners in 2017.

## Gemeenten
Het kanton omvatte tot 2014 de volgende gemeenten:
- Le Plessis-Trévise
- Villiers-sur-Marne (hoofdplaats)

Bij de herindeling van de kantons door het decreet van 17 februari 2014, met uitwerking in maart 2015 werd daaraan de gemeente:
- Bry-sur-Marne

toegevoegd.